# Pyrénées-Orientales
Pyrénées-Orientales este un departament din sudul Franței, situat în regiunea Occitania. Este unul dintre departamentele originale ale Franței create în urma Revoluției din 1790. A fost invadat de Spania în 1793, dar a fost recucerit după aproximativ un an. Este numit după Munții Pirinei și are atributul Orientales (estic) datorită situării sale în capătul estic al lanțului muntos. Aproximativ un sfert din populație sunt vorbitori de limba catalană.

## Localități selectate

### Prefectură
- Perpignan

### Sub-prefecturi
- Céret
- Prades

### Alte orașe
- Saint-Estève

### Alte localități
- Banyuls-sur-Mer

## Diviziuni administrative
- 3 arondismente;
- 31 cantoane;
- 226 comune;

## Regiuni geografice și istorice

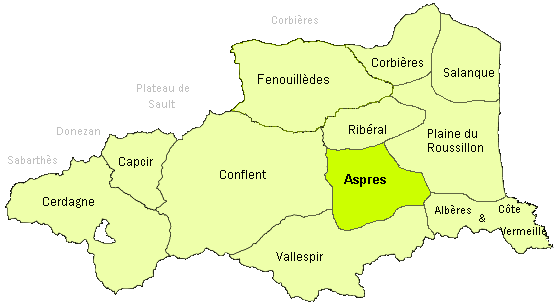
Regiunile departamentului cu regiunea Aspres indicată

Regiunile istorice și geografice (franceză pays) ale departamentului sunt:
- Câmpia Roussillon
- Ribéral
- Corbières catalanes-Vallée de l'Agly
- Fenouillèdes
- Conflent
- Aspres
- Salanque
- Masivul Albères
- Côte Vermeille
- Vallespir
- Capcir
- Cerdagne